# Helen Kane
Helen Kane (4 de agosto de 1904 - 26 de septiembre de 1966) fue una actriz y cantante popular estadounidense; su canción más representativa fue "I Wanna Be Loved By You". Helen Kane, inspiró su estilo en Esther Lee Jones conocida como Baby Esther. Esto se dio a conocer cuando en 1932, Kane demandó a Fleischer Studios por el uso de su imagen para una de  sus caricaturas más conocida, Betty Boop, y en la defensa de este se sacó a la luz que Helen Kane había visto el cabaret de Baby Esther y decidió apropiarse de su estilo.

## Primeros años
Nacida como Helena Clara Schroeder el 4 de agosto de 1904, fue la menor de tres hermanos. Su padre, Louis Schroeder, el hijo de un inmigrante alemán, trabajaba de manera intermitente, su madre inmigrante irlandesa, Ellen (Dixon) Schroeder, trabajaba en una lavandería.
La madre de Kane, a regañadientes, pagó 3 dólares por el traje de su hija de reina en la primera función de teatro de Kane en la escuela. Para cuando tenía 15 años, Kane estaba en el escenario profesional, recorriendo el Orpheum Circuit con los Hermanos Marx en On the Balcony.
Animada dama aniñada líder en el escenario y en el cine durante la transición al sonido. Comenzó en el escenario a los diecisiete años y pasó a las películas en 1929. Hizo varias películas habladas a principios de los 30 en la Paramount, pero su popularidad se desvaneció pronto.
Pasó la década de 1920 en el vodevil como cantante y bailarina de kickline  con una compromiso teatral llamado "Revue All Jazz". Debutó con esa rutina en el New York Palace por primera vez en 1921. Sus días en Broadway comenzaron allí también con Stars of the Future (1922 a 1924, y un breve resurgimiento a principios de 1927). También cantó en el escenario con un trío, las Hermanas Hamilton y Fordyce, más tarde conocidas como The Three X Sisters. 

## Helen Kane y Betty Boop
Su cara redonda enmarcada en unos rizos negros, sus grandes ojos y sus labios de pitiminí, junto a su corta estatura (1,55 m) y redondeadas formas, representaban el ideal de belleza femenina de la época. Helen Kane era lo que se llamaba una chica flapper, las chicas de los alegres años 20 que causaban furor en las salas de fiesta. 
En 1930, Fleischer Studios, con el animador Grim Natwick presentó una caricatura de Helen Kane, con orejas de perro caídas y una voz chillona al cantar, en el dibujo animado Dizzy Dishes. "Betty Boop", como el personaje fue llamado más tarde, pronto se hizo popular y la estrella de sus propias historietas. En 1932, Betty Boop se convirtió en un ser humano y sus largas orejas caninas se transformaron en pendientes de aro.
La relación de Helen Kane con Betty Boop no fue demasiado buena. La Paramount Pictures, que era el estudio de ambas, dejó paulatinamente de apoyar la carrera de la cantante para centrarse en la del dibujo animado haciendo que la fama de Helen decayera a la misma velocidad que la de Betty Boop subía.

## Los problemas de Kane con Fleischer
En mayo de 1932, Kane presentó una demanda por 250 000 $ contra Paramount y Max Fleischer, por competencia desleal y apropiación indebida en los dibujos animados de Betty Boop. 
Pero Helen centró la demanda en que Betty Boop imitaba su estilo de cantar, con voz aniñada pero arrastrando un deje de Brooklyn que volvía loco al personal. 
El juicio se inició ese año con Helen Kane vs películas Betty Boop. Bonnie Poe, Kate Wright, Margie Hines, y más notablemente Mae Questel fueron citadas a testificar, pues habían puesto la voz al personaje de animación.
El juicio se prolongó durante más de dos semanas antes de que el juez fallara en contra de Kane, diciendo que su testimonio no demostró que su forma de cantar era única y no una imitación. La defensa citó que Kane había copiado su estilo 'booping' de una poco conocida cantante afroamericana conocida como "Baby Esther".

## Últimos años
Con las penurias de la Gran Depresión, el mundo extravagante de las flappers había terminado y el estilo de Kane quedó pasado de moda con rapidez. 
Después de 1931 perdió el favor de los cineastas, que optaron por otras cantantes para sus películas. Apareció en una producción teatral llamada Shady Lady en 1933, e hizo apariciones en varios clubes nocturnos y teatros durante la década de 1930.
En 1950, Debbie Reynolds, interpretó "I Wanna Be Loved by You" en el biopic musical de la MGM escrito por los compositores Bert Kalmar y Harry Ruby: Three Little Words. Ella no apareció en los créditos de la película.
Helen Kane apareció en varios programas de televisión en los años 1950 y 1960, principalmente Toast of the Town, posteriormente conocidos como The Ed Sullivan Show. Además, se le dio un homenaje en el decenio de 1950 en This Is Your Life con Ralph Edwards. El renovado interés en Helen trajo un contrato de una grabación con MGM Records y apariciones en I've Got a Secret y You Asked for It. Cantaba en todos estos programas de televisión.
Helen Kane luchó contra el cáncer de mama durante más de una década. Fue operada en 1956 y, finalmente, recibió doscientos tratamientos de radiación en forma ambulatoria en el Hospital Memorial. Murió el 26 de septiembre de 1966 a los 62 años, en su apartamento en Jackson Heights, Queens (Nueva York). Sus restos fueron sepultados en el Cementerio Nacional de Long Island.

## Discografía
| Sencillo                                   | Lanzamiento              | Comentarios                                 |
| ------------------------------------------ | ------------------------ | ------------------------------------------- |
| "Get Out and Get Under the Moon"           | 16 de julio de 1928      |                                             |
| "That's My Weakness Now"                   | 16 de julio de 1928      |                                             |
| "I Wanna Be Loved by You"                  | 20 de septiembre de 1928 | Del musical Good Boy                        |
| "Is There Anything Wrong in That?"         | 20 de septiembre de 1928 |                                             |
| "Don't Be Like That"                       | 20 de diciembre de 1928  |                                             |
| "Me and the Man in the Moon"               | 20 de diciembre de 1928  |                                             |
| "Button Up Your Overcoat"                  | 30 de enero de 1929      | Del musical Follow Through                  |
| "I Want to Be Bad"                         | 30 de enero de 1929      | Del musical Follow Through                  |
| Do Something (1929)                        | 15 de marzo de 1929      | De la película Nothing But the Truth (1929) |
| "That's Why I'm Happy"                     | 15 de marzo de 1929      |                                             |
| "I'd Do Anything for You"                  | 14 de junio de 1929      |                                             |
| "He's So Unusual"                          | 14 de junio de 1929      | De la película Sweetie                      |
| "Ain'tcha?"                                | 29 de octubre de 1929    | De la película Pointed Heels                |
| "I Have to Have You"                       | 29 de octubre de 1929    | De la película Pointed Heels                |
| "I'd Go Barefoot All Winter Long"          | 18 de marzo de 1930      |                                             |
| "Dangerous Nan McGrew"                     | 12 de abril de 1930      | De la película Dangerous Nan McGrew         |
| "Thank Your Father"                        | 12 de abril de 1930      | De la película Flying High                  |
| "I Owe You"                                | 12 de abril de 1930      | De la película Dangerous Nan McGrew         |
| "Readin' Ritin' Rhythm"                    | 1 de julio de 1930       | De la película Heads Up                     |
| "I've Got It (But It Don't Do Me No Good)" | 1 de julio de 1930       | De la película Young Men of Manhattan       |
| "My Man Is on the Make"                    | 2 de julio de 1930       | De la película Heads Up                     |
| "If I Knew You Better"                     | 2 de julio de 1930       | De la película Heads Up                     |
| "I Tawt I Taw a Puddy Tat"                 | 1930-1951                | Con Jimmy Carroll y su Orquesta             |
| "Beanbag Song"                             | 1931-1951                | Con Jimmy Carroll y su Orquesta             |
| "Hug Me! Kiss Me! Love Me!"                | 1931-1951                | Con George Siravo y su Orquesta             |
| "Aba Daba Honeymoon"                       | 1931-1951                | Con George Siravo y su Orquesta             |
| "I Wanna Be Loved by You"                  | 1950                     | De la película Three Little Words           |

"I Wanna Be Loved by You" que inmortalizaría Marilyn Monroe en realidad fue el mayor éxito de Helen Kane.